# Wyrób gotowy
Wyrób gotowy – wyrób własnej produkcji, którego proces przerobu został całkowicie zakończony, wykonane usługi, prace naukowo-badawcze, prace projektowe, geodezyjno-kartograficzne, zakończone roboty, w tym także budowlane.
Wyrobem gotowym może być zarówno produkt ostateczny, który trafia do klienta (sklepu, hurtowni, czy klienta detalicznego), jak i półprodukt, który trafi do innej fabryki czy przetwórni. Innymi słowy, możemy powiedzieć, że jest to wynik ostateczny działania produkcyjnego, jednego danego przedsiębiorstwa produkcyjnego.
Wyroby gotowe są przechowywane na ogół w magazynach wyrobów gotowych, jednak strategie logistyczne niektórych przedsiębiorstw sprawiają, że wyroby gotowe prosto z produkcji są ładowane na środek transportu.